# Supressió de la Companyia de Jesús
La supressió de la Companyia de Jesús a l'Imperi Portuguès (1759), França (1764), les Dues Sicílies, Malta, Parma, l'Imperi Espanyol (1767) i Àustria i Hongria (1782) és un tema complex. L'anàlisi de les raons és complicada per les maniobres polítiques a cada país que no es va dur a terme públicament, però ha deixat algunes proves. El papat va anar de mala gana al costat de les demandes dels diversos regnes catòlics implicats i no va avançar cap raó teològica per a la supressió.
El poder i la riquesa de la Companyia de Jesús amb el seu influent sistema educatiu es van enfrontar a adversaris en aquest moment de canvi cultural a Europa, que van portar a les revolucions que seguirien. Les monarquies que intentaven centralitzar i secularitzar el poder polític van veure als jesuïtes com massa internacionals, massa aliats al pontificat i massa autònoms dels monarques del territori del qual operaven. Amb el breu Dominus ac Redemptor (21 de juliol de 1773), el papa Climent XIV va suprimir la Companyia de Jesús, com un fet consumat i sense raons. Rússia, Prússia, i els Estats Units van permetre als jesuïtes continuar el seu treball, i Caterina la Gran els va permetre fundar un nou noviciat a Rússia.
Poc després de la seva restauració realitzada pel papa Pius VII el 1814, els jesuïtes van tornar a la majoria dels llocs dels quals havien estat expulsats.

## Antecedents a la supressió
Abans de la supressió dels jesuïtes al segle xviii en molts països, hi va haver una prohibició primerenca en els territoris de la República de Venècia entre el 1606 i el 1656/7, començada i acabada com a part de les disputes entre la República i el Papat, començant per l'interdicte venecià.
A mitjans del segle xviii, la Companyia havia adquirit una reputació a Europa per maniobres polítiques i èxit econòmic. Els monarques de molts estats europeus progressivament van fer créixer una desconfiança del que consideraven una interferència indeguda d'una entitat estrangera. L'expulsió dels jesuïtes dels seus estats va tenir l'avantatge afegit de permetre als governs confiscar les riqueses i les possessions acumulades per la Companyia. No obstant això, l'historiador Charles Gibson adverteix que «fins ara no si això va servir de motiu per a l'expulsió».
Diversos estats van aprofitar diferents esdeveniments per actuar. La sèrie de lluites polítiques entre diversos monarques, especialment França i Portugal, van començar amb disputes sobre territori el 1750 i van culminar amb la suspensió de les relacions diplomàtiques i la dissolució de la Companyia pel papa sobre la major part d'Europa i fins i tot algunes execucions. L'Imperi Portuguès, França, les Dues Sicílies, Parma i l'Imperi Espanyol estaven involucrats en un grau o altre.
Els conflictes van començar amb disputes comercials, el 1750 a Portugal, el 1755 a França, i a finals de la dècada del 1750 a les Dues Sicílies. El 1758 el govern de Josep I de Portugal va aprofitar els poders minvants del papa Benet XIV i va deportar als jesuïtes d'Amèrica del Sud després de traslladar els jesuïtes i els seus treballadors nadius, i després lluitar contra un breu conflicte, que va suprimir formalment l'ordre el 1759. El Parlement Français, (un tribunal, no el legislador), va dictaminar contra la Companyia un gran cas de fallida sota la pressió d'una sèrie de grups: des de dins de l'Església, sinó també notables seculars i l'amant del rei. Àustria i les Dues Sicílies van suprimir l'ordre per decret el 1767.

## Portugal i el seu imperi 1759

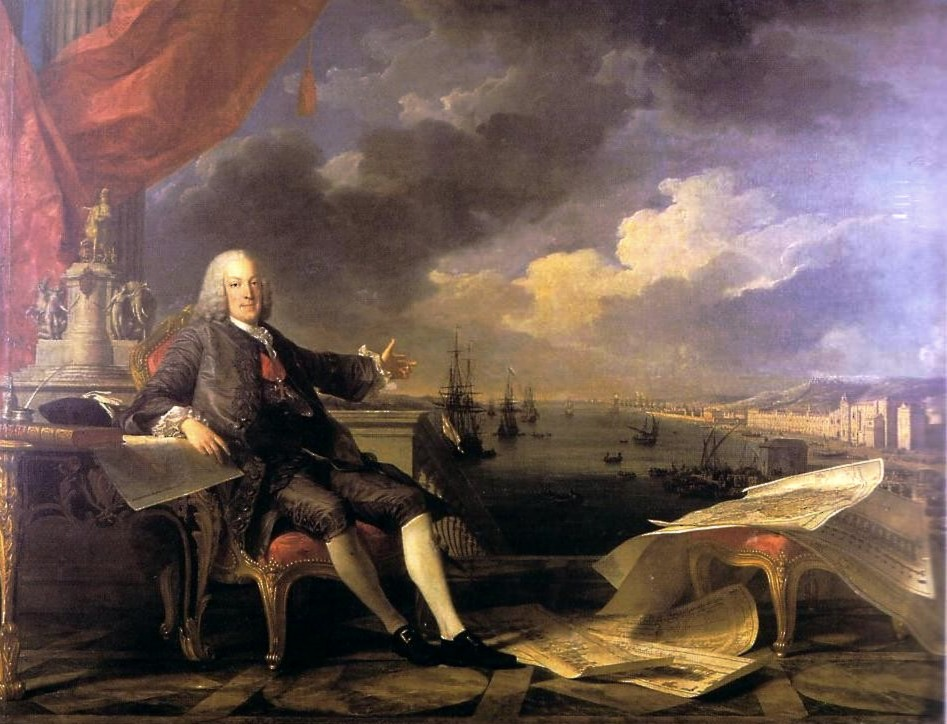
El Marquès de Pombal, qui supervisà la supressió dels Jesuïtes a Portugal i el seu imperi, per Louis-Michel van Loo, 1766.

Hi havia tensions de llarga data entre la corona portuguesa i els jesuïtes, que van augmentar quan el comte d'Oeiras (més tard marquès de Pombal) es va convertir en el ministre d'Estat del monarca, culminant amb l'expulsió dels jesuïtes el 1759. L'afer de Távora el 1758 es podria considerar un pretext per a l'expulsió i la confiscació de la corona d'actius jesuïtes. Segons els historiadors James Lockhart i Stuart B. Schwartz, «la independència, el poder, la riquesa, el control de l'educació i els vincles amb Roma van fer que els jesuïtes fossin objectius obvis per a la marca de regalisme extrem de Pombal».
La disputa de Portugal amb els jesuïtes va començar amb un intercanvi de territori colonial sud-americà amb Espanya. Per un tractat secret de 1750, Portugal va renunciar amb Espanya a la disputada Colònia del Sacramento a la desembocadura del Riu de la Plata a canvi de les set reduccions del Paraguai, les missions jesuïtes autònomes que havien estat nominalment territori colonial espanyol. Els nadius guaranís, que vivien als territoris de la missió, va rebre l'ordre de deixar el seu país i establir-se a l'Uruguai. A causa de les dures condicions, el guaraní es va aixecar en armes contra el trasllat en l'anomenada guerra guaraní. Va ser un desastre per als guaranís. A Portugal es va intensificar una batalla amb fullets inflamatoris que denunciaven o defensaven als jesuïtes que durant més d'un segle havien protegit els guaranís de l'esclavitud a través d'una xarxa de reduccions. Els colonitzadors portuguesos van assegurar l'expulsió dels jesuïtes. L'1 d'abril de 1758, Pombal va convèncer l'ancià Papa Benet XIV de nomenar el cardenal portuguès Saldanha per investigar les denúncies contra els jesuïtes. Benet es va mostrar escèptic quant a la gravetat dels presumptes abusos. Va ordenar una "petició d'investigació", però per salvaguardar la reputació de la Companyia, tots els assumptes seriosos havien de ser remesos a ell. Benet morí el mes següent el 3 de maig. El 15 de maig Saldanha, després d'haver rebut el breu mandat d'aquest quinze dies, va declarar que els jesuïtes eren culpables d'haver fet "comerços il·lícits, públics i escandalosos", tant a Portugal com a les seves colònies. No havia visitat les cases jesuïtes ordenades, i es va pronunciar sobre els assumptes que el papa li havia reservat.
Pombal va implicar als jesuïtes en l'afer Távora, un intent d'assassinat del rei el 3 de setembre de 1758, per la seva amistat amb alguns dels supòsits conspiradors. El 19 de gener de 1759, va emetre un decret que segrestava les propietats de la Companyia en els dominis portuguesos i el setembre següent va deportar els pares portuguesos, aproximadament uns mil, als Estats pontificis, mantenint els estrangers a la presó. Entre els detinguts i executats hi havia Gabriel Malagrida, el confesor jesuïta de Leonor de Távora, denunciat per "crims contra la fe". Després de l'execució de Malagrida el 1759, la Companyia va ser suprimida per la corona portuguesa. L'ambaixador portuguès va ser retirat de Roma i el nunci papal va ser expulsat. Les relacions diplomàtiques entre Portugal i Roma es van trencar fins al 1770.

## Supressió a França 1764
La supressió dels jesuïtes a França es va iniciar a la colònia de les illes franceses de Martinica, on la Companyia de Jesús tenia una participació comercial important en les plantacions de sucre que treballaven esclaus negres i mà d'obra lliure. Les seves grans plantacions de missions incloïen grans poblacions locals que treballaven sota les condicions habituals de l'agricultura colonial tropical del segle xviii. L'Enciclopèdia Catòlica de 1908 va dir que els missioners que s'ocupaven personalment de vendre els béns produïts (una anomalia per a un orde religiós) «es va permetre en part proporcionar les despeses actuals de la missió, en part per protegir els nadius simples i infantils de la plaga comuna d'intermediaris deshonestos.»
El pare Antoine La Vallette, superior de les missions de Martinica, va demanar prestats diners per ampliar els grans recursos no desenvolupats de la colònia. Però en esclatar la guerra amb Anglaterra, es van capturar vaixells que transportaven béns amb un valor estimat de 2.000.000 de livres, i La Vallette de sobte va fallir per una suma molt gran. Els seus creditors es van dirigir al procurador jesuïta a París per exigir el pagament, però es va negar la responsabilitat dels deutes d'una missió independent, tot i que es va oferir a negociar un acord. Els creditors van acudir als jutjats i van rebre una decisió favorable el 1760 obligant a la Companyia a pagar, i donant permís per disseminar en cas d'impagament. Els jesuïtes, pel consell dels seus advocats, van apel·lar al Parlement de París. Això va resultar ser un pas imprudent pels seus interessos. El Parlement no només va donar suport al jutjat inferior el 8 de maig de 1761, sinó que havia aconseguit un cop el cas, els opositors dels jesuïtes en aquesta assemblea van decidir donar un cop a l'Ordre.
Els jesuïtes tenien molts que se'ls oposaven. Els jansenistes eren nombrosos entre els enemics del partit ortodox. La Sorbona, un rival educatiu, es va unir als Gal·licans, als Philosophes i als Encyclopédistes. Lluís XV era feble; la seva dona i els seus fills estaven a favor dels jesuïtes; el seu capaç primer ministre, el Duc de Choiseul, va jugar en mans del Parlement i l'amant reial, Madame de Pompadour, a qui els jesuïtes havien negat l'absolució perquè vivia en pecat amb el rei de França, era un adversari decidit. La determinació del Parlament de París a temps va suposar tota l'oposició.
L'atac als jesuïtes va començar el 17 d'abril de 1762 pel simpatitzant jansenista, l'Abbé Chauvelin, que va denunciar la Constitució de la Companyia de Jesús, que va ser examinada i debatuda públicament en una premsa hostil. El Parlament va publicar els seus Extraits des assertions de passatges de teòlegs i canonistes jesuïtes, en els quals se suposava que ensenyaven tota mena d'immoralitats i errors. El 6 d'agost de 1762, l'arrêt final va ser proposat al parlament per l'avocat general Joly de Fleury, condemnant a la Companyia a l'extinció, però la intervenció del rei va durar vuit mesos de retard i, alhora, el tribunal va proposar un compromís. Si els jesuïtes francesos se separessin de la Companyia encapçalada pel general jesuïta directament sota l'autoritat del papa i passessin sota un vicari francès, amb costums francesos, igual que amb l'església gal·licana, la corona encara els protegiria. Els jesuïtes francesos, rebutjant el gal·licanisme, es van negar a consentir. L'1 d'abril de 1763, es van tancar els col·legis i un arrêt posterior del 9 de març de 1764, els jesuïtes havien de renunciar als seus vots sota pena de desterrament. A finals de novembre de 1764, el rei va signar un edicte que va dissoldre la Companyia en tots els seus dominis, ja que encara estaven protegits per alguns parlaments provincials, com el Franche-Comté, l'Alsàcia i l'Artois. En l'esborrany de l'edicte, va cancel·lar nombroses clàusules que implicaven que la Companyia era culpable, i escrivint a Choiseul va concloure: «Si adopto el consell dels altres per la pau del meu regne, heu de fer els canvis que proposo, o No faré res. No dic més, per no dir-ne massa.»

### Disminució dels jesuïtes a Nova França després de la seva conquesta pels britànics
Després de la victòria britànica de 1759 contra els francesos a Quebec, França va perdre el seu territori nord-americà de Nova França, on els missioners jesuïtes al segle xvii havien estat actius entre els pobles indígenes. El domini britànic tenia implicacions per als jesuïtes a Nova França, però el seu nombre i llocs ja estaven en declivi. Ja en 1700, els jesuïtes havien adoptat una política de mantenir els seus llocs actuals en lloc d'establir-ne de nous més enllà de Quebec, Mont-real i Ottawa. Una vegada que Nova França estava sota control britànic, els britànics van impedir la immigració de més jesuïtes. El 1763 només hi havia vint-i-un jesuïtes que encara estaven situats en el que ara era la colònia britànica de Quebec. El 1773 només quedaven onze jesuïtes. El mateix any, la corona britànica va reclamar la propietat dels jesuïtes al Canadà i va declarar que la Companyia de Jesús a la Nova França estava dissoldre.

## Imperi espanyol 1767

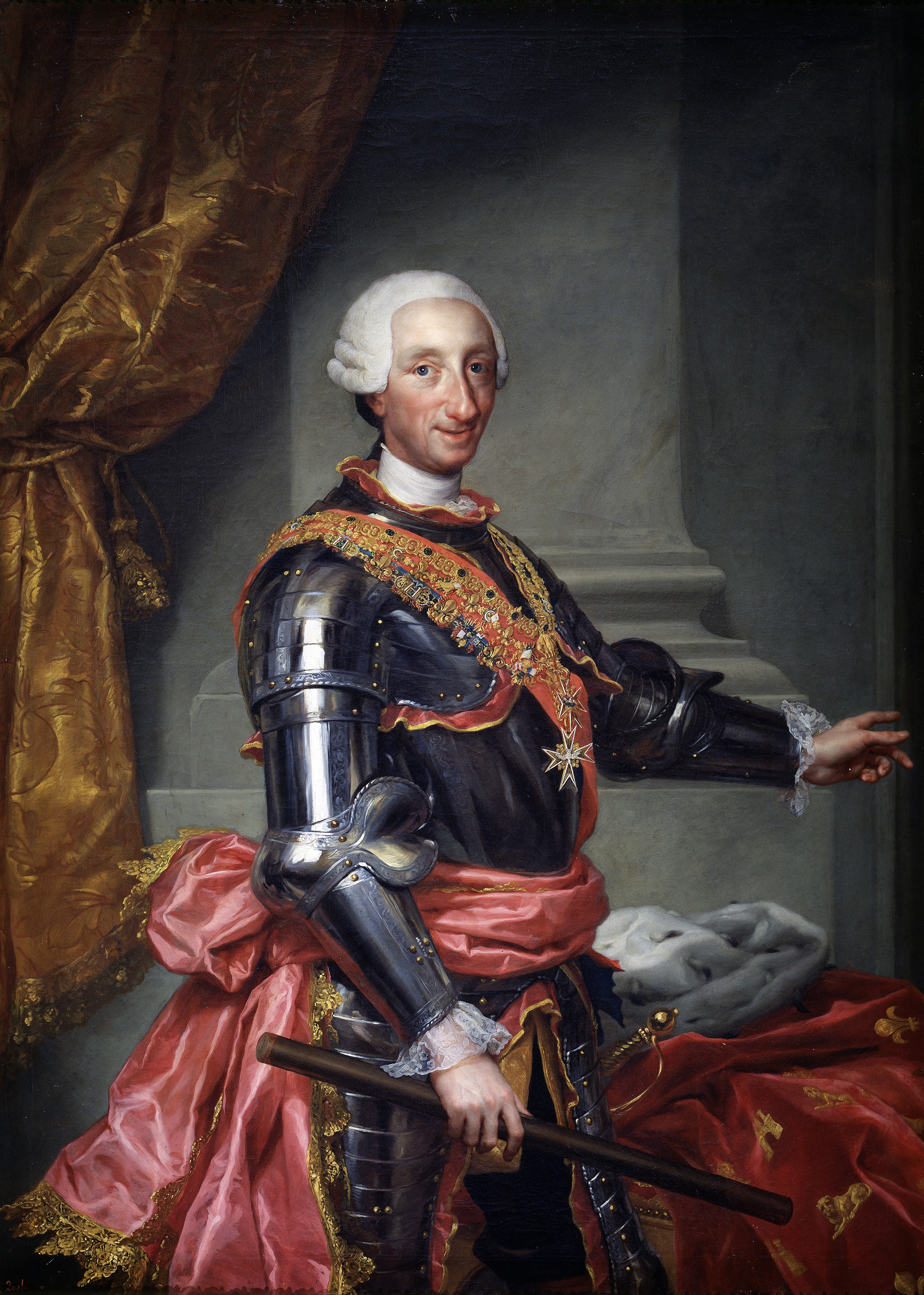
Carles III d'Espanya, qui ordenà l'expulsió dels jesuïtes dels reialmes hispans

La supressió a Espanya i a les colònies espanyoles, i a la seva dependència del Regne de Nàpols, va ser l'última de les expulsions, amb Portugal (1759) i França (1764) que ja havien marcat el patró. La corona espanyola ja havia iniciat una sèrie de canvis administratius i altres en el seu imperi a l'estranger, com ara reorganitzar les vice-regalies, repensar les polítiques econòmiques i establir un imperi militar, de manera que l'expulsió dels jesuïtes es considera com a part d'aquesta tendència general coneguda generalment com les reformes borbòniques. L'objectiu de les reformes era frenar l'autonomia i la confiança creixents dels espanyols nascuts a Amèrica, reafirmar el control de la corona i augmentar els ingressos. Alguns historiadors dubten que els jesuïtes eren culpables d'intrigues contra la corona espanyola que es van utilitzar com a causa immediata de l'expulsió.
Els contemporanis a Espanya atribueixen la supressió dels jesuïtes al motí de Squillace, que reberen el nom del conseller italià del rei borbònic Carles III, que va esclatar després que es promulgés una llei sumptuària. La llei, que posava restriccions a l'ús de capes voluminoses per homes, i que limitava l'amplitud dels barrets que podien portar els homes, es considerava un "insult a l'orgull castellà".

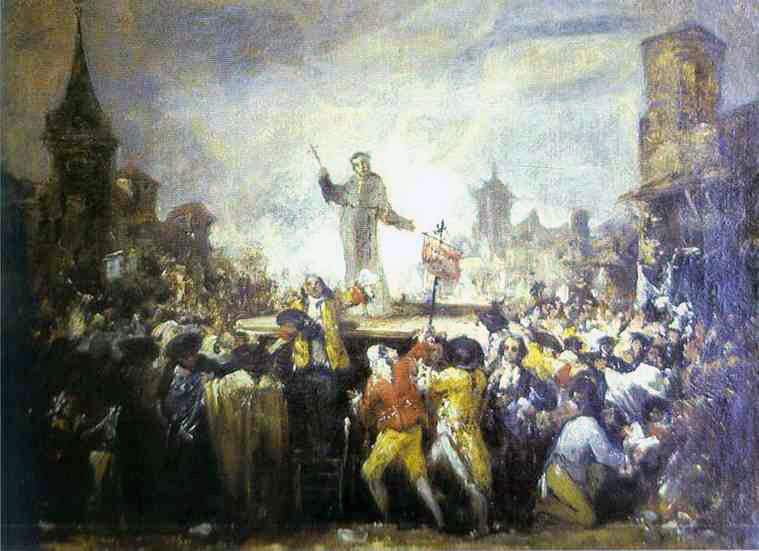
Motín de Esquilache, Madrid, atribuït a Francisco de Goya (vers. 1766, 1767)

Quan una multitud furiosa davant aquestes resistències va convergir al palau reial, el rei Carles va fugir al camp. La multitud havia cridat "Visca Espanya! Mort a Esquilache!" La guàrdia flamenca del palau va disparar avisos sobre els caps de la gent. Un relat diu que un grup de sacerdots jesuïtes va aparèixer en escena, va calmar els manifestants amb discursos i els va enviar a casa. Carles va decidir rescindir el decret sobre la pujada d'impostos i la reducció de l'afecte i acomiadà el seu ministre de finances.
El monarca i els seus consellers es van alarmar per la insurrecció, que va desafiar l'autoritat reial i els jesuïtes van ser acusats d'incitar a la multitud i van acusar públicament al monarca de crims religiosos. Pedro Rodríguez de Campomanes, advocat del Consell de Castella, organisme que supervisava el centre d'Espanya, va articular aquest punt de vista en un informe que el rei va llegir. Carles III va ordenar la convocatòria d'una comissió reial especial per elaborar un pla mestre per expulsar els jesuïtes. La comissió es va reunir per primera vegada el gener de 1767. Va modelar el seu pla sobre les tàctiques desplegades pel francès Felip IV contra els cavallers templers el 1307, posant l'accent en l'element sorpresa. L'assessor de Carles, Campomanes, havia escrit un tractat sobre els templers el 1747, que potser va informar de la implementació de la supressió jesuïta. Un historiador afirma que "Carles III mai no s'hauria atrevit a expulsar els jesuïtes si no hagués estat segur del suport d'un partit influent dins de l'Església espanyola" Els jansenistes i els ordes mendicants s'havien oposat durant molt de temps als jesuïtes i buscaven reduir el seu poder.

### El pla secret d'expulsió

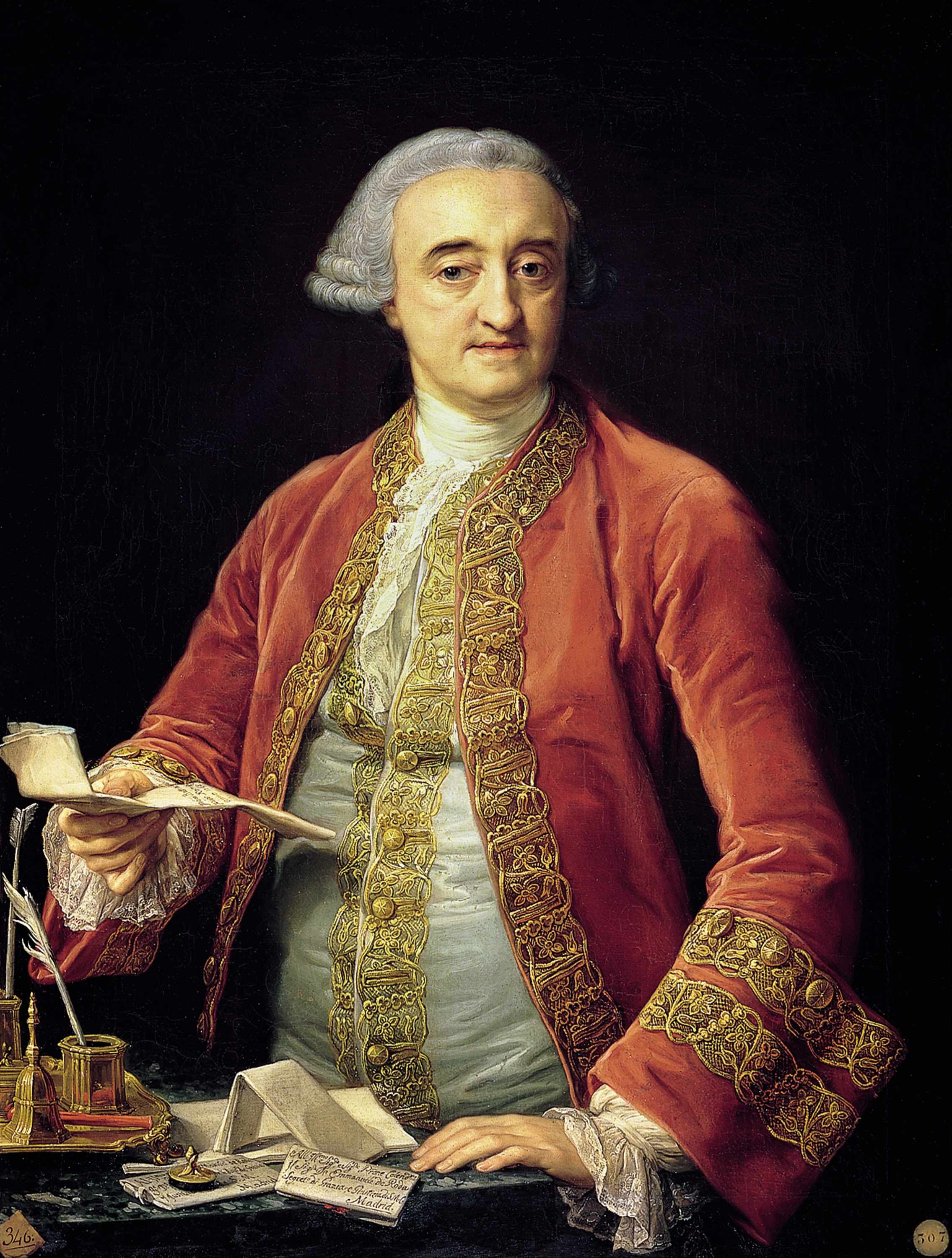
Manuel de Roda

Els ministres del rei Carles van mantenir les seves deliberacions en privat, igual que el rei, que actuava sobre "raons urgents, justes i necessàries, que reserva en la meva ment reial". La correspondència de Bernardo Tanucci, ministre anticlerical de Carles a Nàpols, conté les idees que, de tant en tant, guiaven la política espanyola. Carlos va conduir el seu govern a través del comte d'Aranda, un lector de Voltaire i d'altres liberals.
La comissió es reuní el 29 de gener de 1767 i va planejar l'expulsió dels jesuïtes. Les ordres secretes, que es van obrir a l'alba del 2 d'abril, van ser enviades a tots els virreis provincials i comandants militars del districte a Espanya. Cada sobre tancat contenia dos documents. Una d'ells era una còpia de l'ordre original que expulsava "tots els membres de la Companyia de Jesús" dels dominis espanyols de Carles i confiscava tots els seus béns. L'altre va ordenar als funcionaris locals que envoltaven les universitats i les residències dels jesuïtes la nit del 2 d'abril, detenint als jesuïtes i organitzessin el seu pas als vaixells que els esperaven en diversos ports. La sentència de clausura del rei Carles deia: «Si un sol jesuïta, encara que estigui malalt o morint, encara es troba a la zona sota el seu comandament després de l'embarcament, es prepari per fer front a l'execució sumària.»
El papa Climent XIII, qui rebé ultimàtum similar per part de l'ambaixador espanyol al Vaticà uns dies abans que el decret fos efectiu, va demanar al rei Carles "amb quina autoritat?" i el van amenaçar amb la condemna eterna. El papa Climent no tenia cap mitjà per fer complir la seva protesta i l'expulsió va tenir lloc com estava previst.

### Jesuïtes expulsats de Mèxic (Nova Espanya)

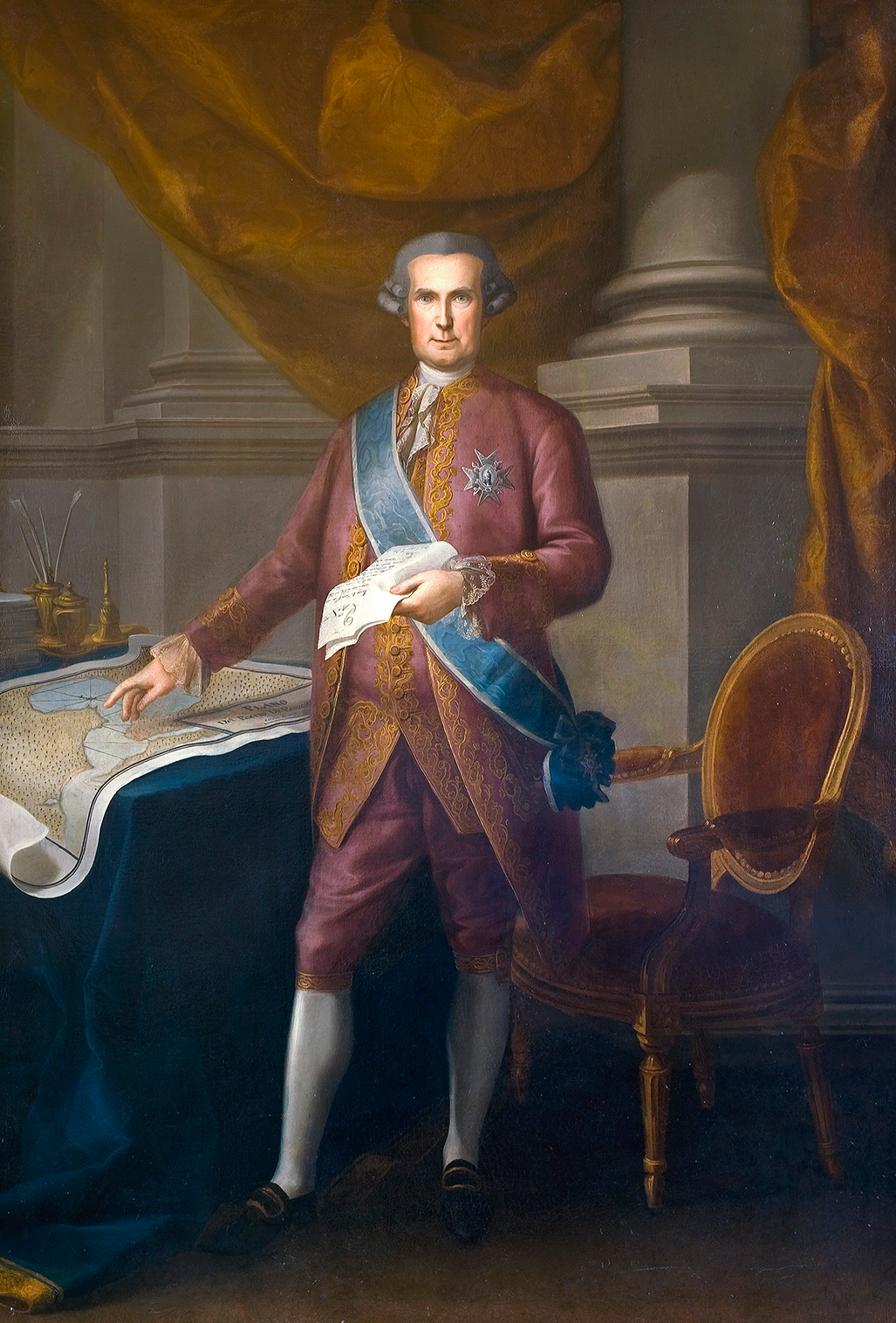
José de Gálvez, Visitador generál a Nova Espanya (1765–71), va ser instrumental a l'expulsió dels jesuïtes el 1767 a Mèxic, considerada part de les reformes borbòniques.

A Nova Espanya, els jesuïtes havien evangelitzat activament els indis a la frontera nord. Però la seva activitat principal consistia a educar l'elit dels criolls', molts dels quals es van convertir en jesuïtes. Dels 678 jesuïtes expulsats de Mèxic, el 75% eren d'origen mexicà. A finals de juny de 1767, els soldats espanyols van retirar els jesuïtes de les seves 16 missions i 32 estacions a Mèxic. Cap jesuïta, no importava com de vell fos o quant malalt estigués, no podia ser exceptuat del decret del rei. Molts van morir al viatge al llarg de la pista de cactus fins al port de Veracruz a la costa del golf, on els vaixells els esperaven per transportar-los a l'exili italià.
Hi va haver protestes a Mèxic a l'exili de tants membres jesuïtes de famílies d'elit. Però els jesuïtes mateixos van obeir l'ordre. Atès que els jesuïtes havien estat propietaris d'extenses finques terrestres a Mèxic, que donaven suport a la seva evangelització dels pobles indígenes i a la seva missió d'educació a les elits criolles, les propietats van esdevenir una font de riquesa per a la corona. La corona les va subhastar, beneficiant la tresoreria, i els seus compradors criolls van obtenir propietats productives i ben gestionades. Moltes famílies criolles es van sentir indignats per les accions de la corona, considerant-ho com un "acte despòtic". Un conegut jesuïta mexicà, Francisco Javier Clavijero, durant el seu exili italià va escriure una important història de Mèxic amb èmfasi en els pobles indígenes. Alexander von Humboldt, el famós científic alemany que va passar un any a Mèxic el 1803-04, va elogiar el treball de Clavijero sobre la història dels pobles indígenes de Mèxic.

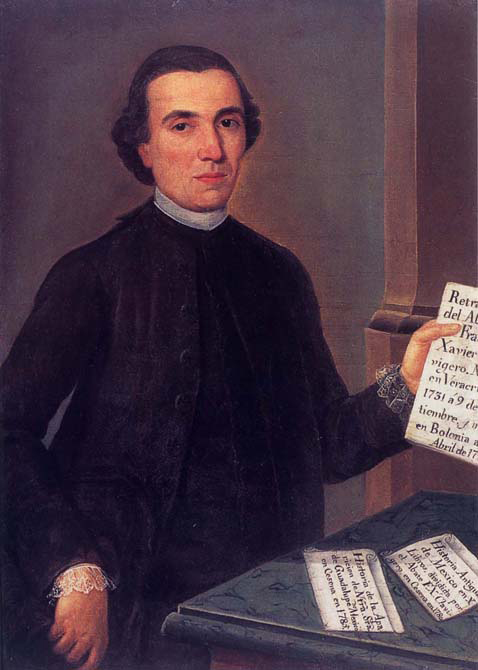
Francisco Javier Clavijero, jesuïta mexica exiliat a Itàlia. La seva història sobre l'antic Mèxic va ser un text significatiu per a l'orgull dels contemporanis a Nova Espanya. A l'actual Mèxic és recordat com un patriota crioll.

A causa de l'aïllament de les missions espanyoles a la península de Baixa Califòrnia, el decret d'expulsió no va arribar a Baixa Califòrnia al juny de 1767, igual que a la resta de Nova Espanya. Es va endarrerir fins que el nou governador, Gaspar de Portolà, va arribar amb la notícia i el decret el 30 de novembre. El 3 de febrer de 1768, els soldats de Portolá havien tret els 16 missioners jesuïtes de la península dels seus destins i els van reunir a Loreto, d'on van navegar cap al Mèxic continental i des d'allí a Europa. Amb simpatia pels jesuïtes, Portolá els va tractar amablement, tot i que va acabar amb els seus 70 anys de construcció de missions a Baixa Califòrnia. Les missions jesuïtes a Baixa Califòrnia van ser lliurades als franciscans i, posteriorment, als dominics, i les futures missions a l'Alta Califòrnia van ser fundades per franciscans.
El canvi a les colònies espanyoles al Nou Món va ser especialment gran, ja que els assentaments més remots eren sovint dominats per missions. Gairebé d'avui per demà a les ciutats de la missió de Sonora i Arizona, els "hàbits negres" (jesuïtes) van desaparèixer i els "hàbits grisos" (franciscans) les van substituir.

### Filipines
El 17 de maig de 1768, el Reial decret que expulsava la Companyia de Jesús d'Espanya i els seus dominis va arribar a Manila. Entre 1769 i 1771, els jesuïtes van ser transportats des de les Índies Orientals espanyoles a Espanya i d'aquí van ser deportats a Itàlia.

### L'exili jesuïta a Itàlia

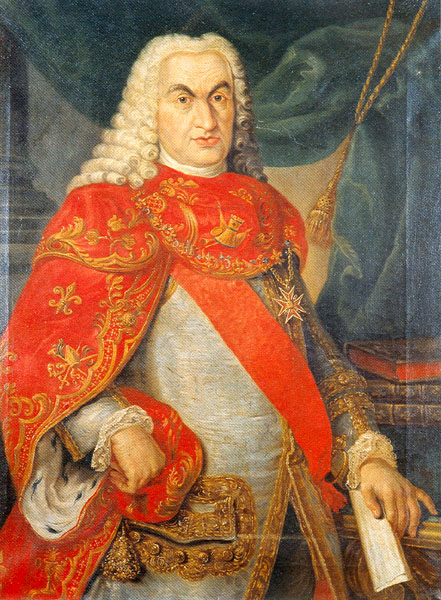
Bernardo Tanucci, conseller de Carles III, instrumental en l'expulsió dels jesuïtes de Nàpols

Els soldats espanyols van reunir els jesuïtes a Mèxic i els van conduir fins a les costes i els van situar sota les cobertes dels vaixells de guerra espanyols que van dirigir-se al port italià de Civitavecchia als Estats pontificis. Quan van arribar, el papa Climent XIII es va negar a permetre als vaixells descarregar els seus presoners al territori papal. En obrir foc les bateries d'artilleria de la costa de Civitavecchia, els vaixells de guerra espanyols van haver de buscar un ancoratge a l'illa de Còrsega, llavors una dependència de la República de Gènova. Però des que es va esclatar una rebel·lió a Còrsega, es van trigar cinc mesos abans que alguns jesuïtes poguessin posar peu a terra. Després foren exiliats als Estats Pontificis.
Diversos historiadors han estimat el nombre de jesuïtes deportats en 6.000. Però no és clar si aquesta figura abasta només Espanya o s'estén també a les colònies espanyoles a l'estranger (sobretot a Mèxic i Filipines). L'historiador jesuïta Hubert Becher afirma que uns 600 jesuïtes van morir durant el seu viatge.
A Nàpols, el ministre del rei Carles Bernardo Tanucci va seguir una política similar: el 3 de novembre els jesuïtes, sense acusació ni judici, van ser traslladats a la frontera cap als Estats Pontificis i van ser amenaçats de mort si tornaven.
L'historiador Charles Gibson denomina l'expulsió dels jesuïtes de la corona espanyola com un "moviment sobtat i devastador" per fer valer el control reial. No obstant això, els jesuïtes es van convertir en un objectiu vulnerable per als moviments de la corona per fer valer més control sobre l'església; també alguns clergues religiosos i diocesans i autoritats civils eren hostils a ells, i no protestaven contra la seva expulsió. Hi va haver protestes populars en algunes àrees contra l'expulsió, incloent Mèxic, on la corona els va expulsar a la força. Segons l'historiador Clarence Haring, no obstant això, "els magistrats i prelats reials semblaven competir entre ells en la realització de les ordres reials".
A més del 1767, els jesuïtes van ser suprimits i prohibits dues vegades més a Espanya, el 1834 i el 1932.

### Impacte econòmic en l'Imperi espanyol
La supressió de l'ordre va tenir efectes econòmics de llarga data a les Amèriques, especialment a aquelles zones on tenien les seves missions o reduccions: zones perifèriques dominades per pobles indígenes com el Paraguai i l'arxipèlag de Chiloé. Al Xile central, la supressió de l'Ordre va portar, entre altres coses, a una forta disminució de la importació d'esclaus negres procedents del Perú, que tot i ser reduïda en comparació amb les colònies veïnes, va fer que l'Ordre posseís el major nombre d'esclaus negres a Xile, aproximadament 1300. A Misiones, a l'actual Argentina, la seva supressió va conduir a la dispersió i l'esclavització dels indígenes guaranís que vivien a les reduccions i una disminució a llarg termini de la indústria de la yerba mate, de la qual només es va recuperar al segle xx.
Amb la supressió de la Companyia de Jesús a l'Amèrica espanyola, es van subhastar les vinyes jesuïtes al Perú, però els nous propietaris no tenien la mateixa experiència que els jesuïtes, contribuint a la disminució de la producció de vi i de pisco.

## Supressió a Malta
El Comtat de Malta era en aquella època vassalla del Regne de Sicília, i el Gran Mestre Manuel Pinto da Fonseca, que ell mateix era portuguès, va fer el mateix, expulsant els jesuïtes de l'illa i confiscant-se dels seus béns. Aquests béns es van utilitzar per establir la Universitat de Malta mitjançant un decret signat per Pinto el 22 de novembre de 1769, amb un efecte durador sobre la vida social i cultural de Malta. L'església dels jesuïtes (en maltès, Knisja tal-Ġiswiti), una de les esglésies més antigues de La Valletta, conserva aquest nom fins als nostres dies .

## Parma
El ducat independent de Parma era la cort borbònica més petita. La reacció parmesana davant la notícia de l'expulsió dels jesuïtes de Nàpols va ser tan agressiva en el seu anticlericalisme que el Papa Climent XIII es va adreçar a un advertiment públic contra ell el 30 de gener de 1768, amenaçant el ducat amb censures eclesiàstiques. En aquest sentit, tots els tribunals borbònics es van tornar contra la Santa Seu, exigint la dissolució sencera dels jesuïtes. Parma va expulsar els jesuïtes dels seus territoris, confiscant-ne les possessions.

## Polònia i Lituània
L'ordre jesuïta va ser dissolt a la Confederació de Polònia i Lituània el 1773. No obstant això, les sucursals a les terres de la partició russa de la primera partició de Polònia no es van dissoldre, ja que la tsarina russa Catalina no va reconèixer l'ordre papal. A la Mancomunitat, moltes de les possessions de l'ordre jesuïta van ser preses per la Comissió d'Educació Nacional, el primer Ministeri d'Educació del món. Lituània va complir la supressió.

## Rússia

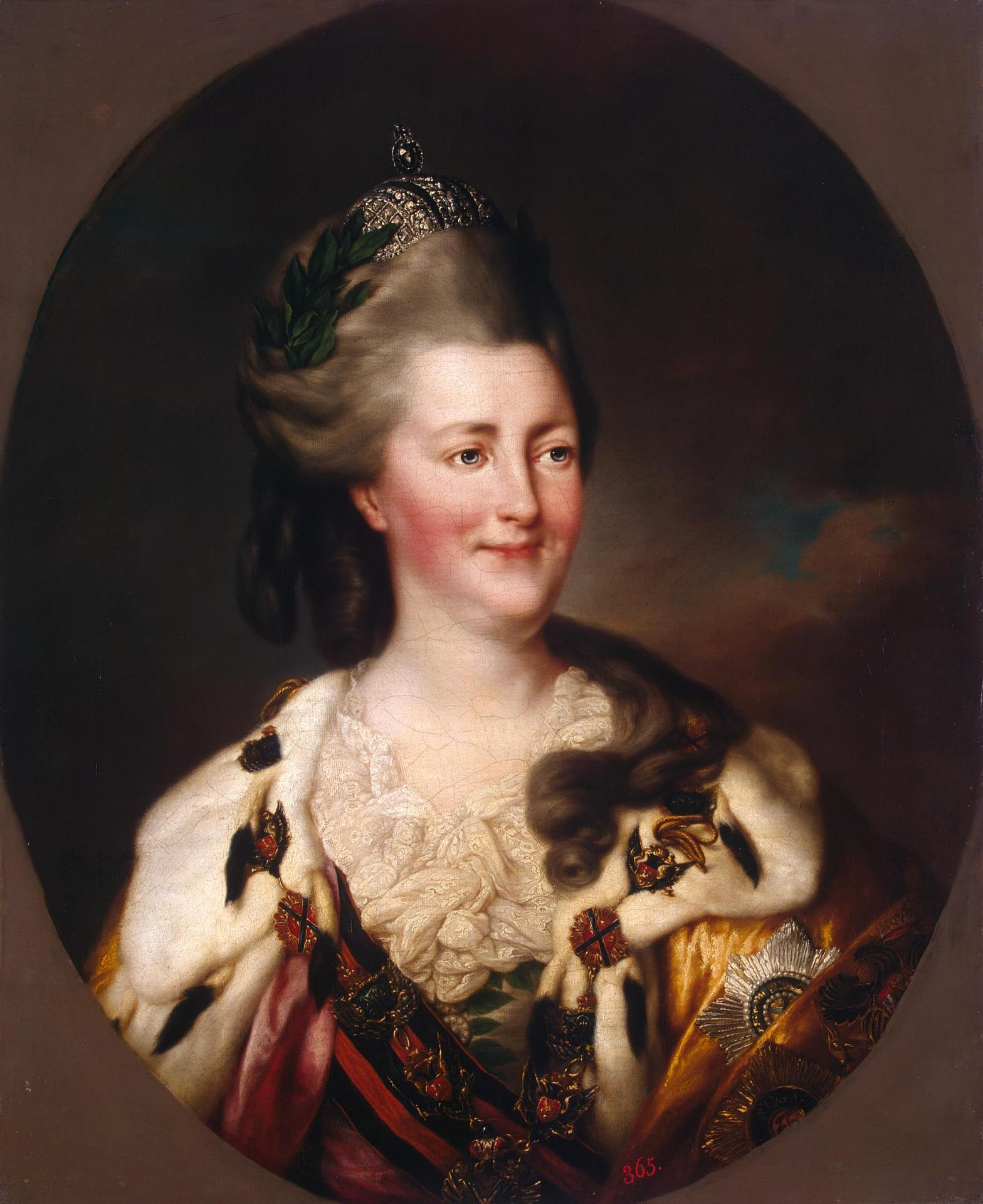
La tsarina Caterina la Gran, protectora dels jesuïtes exiliats

Els jesuïtes van ser recolzats per la tsarina Caterina la Gran, patrona de l'aprenentatge, que va donar la benvinguda als jesuïtes exiliats a Rússia el 1773 després de l'expulsió d'altres parts d'Europa. L'ordre de dissolució es va retardar a l'Imperi Rus fins molt temps després de la seva mort, quan la Companyia havia estat restablerta en altres llocs. Sota la pressió de l'Església Ortodoxa Russa, el tsar Alexandre I va exiliar els jesuïtes el 1820.

## Supressió papal dels jesuïtes 1773
Després de la supressió dels jesuïtes en molts països europeus i els seus imperis a ultramar, el Papa Climent XIV va emetre un breu papal el 21 de juliol de 1773 a Roma titulat: Dominus ac Redemptor Noster. Aquest decret incloïa la següent declaració:
| « | Havent considerat que la dita Companyia de Jesús ja no pot produir aquells fruits abundants... en aquest cas, estem determinant sobre el destí d'una Companyia classificada entre les ordres mendicants, tant pel seu institut com pels seus privilegis; després d'una deliberació madura, fem, per cert coneixement, i la plenitud del nostre poder apostòlic, suprimir i abolir aquesta empresa: la privem de tota activitat sigui quina sigui... I per això un membre del clergat regular, recomanable per la seva prudència i la seva bona moral, haurà de ser escollit per presidir i governar les dites cases; de manera que el nom de la Companyia siga i sigui per sempre extingit i suprimit. | » |

Després de la supressió papal el 1773, la Companyia jesuïta erudita dels bol·landistes es va traslladar d'Anvers a Brussel·les, on van continuar el seu treball al monestir dels Coudenberg; el 1788, la Companyia bollandista va ser suprimida pel govern austríac dels Països Baixos.

### Àustria i Hongria
El decret de secularització de Josep II (emperador romanogermànic de 1765 a 1790 i governant de les terres dels Habsburg entre 1780 i 1790) expedit el 12 de gener de 1782 per a Àustria i Hongria va prohibir diverses ordes monàstics no implicats en l'ensenyament o la curació i la liquidació de 140 monestirs (llar de 1484 monjos i 190 monges). Els ordes monàstics prohibits van ser: jesuïtes, camaldulesos, caputxins, carmelites, cartoixans, clarisses, benedictins, cistercencs, dominics, franciscans, pares paulins i premonstratesos; i la seva riquesa van ser captada pel fons religiós.
Les seves innovacions anticlericals i liberals van induir el Papa Pius VI a visitar-lo el març de 1782. Joseph va rebre el Papa amb cortesia i es va presentar com un bon catòlic, però es va negar a ser influenciat.

## Suïssa
Després de la guerra de Sonderbund de 1847, els jesuïtes van ser expulsats de Suïssa. La prohibició es va aixecar el 20 de maig de 1973 mitjançant un referèndum.

## Restauració dels jesuïtes
A mesura que les guerres napoleòniques s'apropaven al seu fi el 1814, l'antic ordre polític d'Europa va ser restaurat en gran manera al Congrés de Viena després d'anys de lluita i de revolució, durant els quals l'Església havia estat perseguida com a agent de l'antic ordre i maltractada sota el govern de Napoleó. Amb el clima polític d'Europa canviat, i amb els poderosos monarques que havien sol·licitat la supressió de la Companyia ja no al poder, el Papa Pius VII va publicar una ordre de restauració de la Companyia de Jesús als països catòlics d'Europa. Per la seva banda, la Companyia de Jesús va prendre la decisió en la primera Congregació General celebrada després de la restauració per mantenir l'organització de la Companyia de la manera que havia estat abans que es va ordenar la supressió el 1773.
Després de 1815, amb la Restauració, l'Església catòlica va començar a tenir un paper més ben rebut en la vida política europea. Nació per nació es va restablir els jesuïtes.
La visió moderna és que la supressió de l'ordre va ser el resultat d'una sèrie de conflictes polítics i econòmics en lloc d'una controvèrsia teològica i l'afirmació de la independència de l'Estat nació contra l'Església catòlica. L'expulsió de la Companyia de Jesús de les nacions catòliques d'Europa i dels seus imperis colonials es considera també com una de les primeres manifestacions del nou zeitgeist de la Il·lustració. Va arribar al màxim amb l'anticlericalisme de la Revolució Francesa. La supressió també va ser vista com un intent dels monarques per obtenir el control dels ingressos i el comerç que estaven dominats anteriorment per la Companyia de Jesús. Els historiadors catòlics sovint assenyalen un conflicte personal entre el papa Climent XIII (1758–1769) i els seus partidaris dins de l'Església i els cardenals de la corona amb el suport de França.